# Чирковичский сельсовет
Чирковичский сельсовет (бел. Чы́ркавіцкі сельсавет) — административная единица на территории Светлогорского района Гомельской области Республики Беларусь. Административный центр — агрогородок Чирковичи.

## История
В 2019 году деревня Расова упразднена, территория включена в черту города Светлогорск.

## Состав
Чирковичский сельсовет включает 13 населённых пунктов:
- Дедное — деревня
- Здудичи — деревня
- Искра — деревня
- Медков — посёлок
- Миколин Остров — хутор
- Мольча — деревня
- Мольча — посёлок
- Островчицы — деревня
- Ракшин — деревня
- Рудня — деревня
- Сосновка — деревня
- Стужки — деревня
- Чирковичи — агрогородок

Упразднённые населённые пункты:
- Ола[2] — деревня
- Расова — деревня

## Историко-культурное наследие
- В агр. Чирковичи расположен Филиал Светлогорского историко-краеведческого музея.
- В урочище Ола Чирковичского сельсовета расположен Мемориальный комплекс «Ола»[3].
- Деревянная ветряная мельница (XIX век) в Миколин Остров.
- Здудичский каменный крест (расположен в храме г. п. Паричи).

## Природа
- Республиканский биологический заказник "Чирковичский"
- На востоке от Здудичи гидрологический заказник республиканского значения «Выдрица».

## Туризм
Имеется ряд экологических маршрутов.

## Достопримечательность

### Памятник, скульптура
- Памятник-самолёт Ан-2. Расположен на территории агроусадьбы «Миколин Остров».